# Maćkowa Ruda (gromada)
Maćkowa Ruda – dawna gromada, czyli najmniejsza jednostka podziału terytorialnego Polskiej Rzeczypospolitej Ludowej w latach 1954–1972.
Gromady, z gromadzkimi radami narodowymi (GRN) jako organami władzy najniższego stopnia na wsi, funkcjonowały od reformy reorganizującej administrację wiejską przeprowadzonej jesienią 1954 do momentu ich zniesienia z dniem 1 stycznia 1973, tym samym wypierając organizację gminną w latach 1954–1972.
Gromadę Maćkowa Ruda z siedzibą GRN w Maćkowej Rudzie utworzono – jako jedną z 8759 gromad – w powiecie suwalskim w woj. białostockim, na mocy uchwały nr 23/V WRN w Białymstoku z dnia 4 października 1954. W skład jednostki weszły obszary dotychczasowych gromad Aleksandrowo, Buda Ruska, Gremzdy Polskie, Maćkowa Ruda, Mikołajewo i Rosochaty Róg ze zniesionej gminy Krasnopol oraz obszar dotychczasowej gromady Czerwony Krzyż i miejscowość Żubrówka Nowa z dotychczasowej gromady Żubrówka ze zniesionej gminy Huta w tymże powiecie. Dla gromady ustalono 11 członków gromadzkiej rady narodowej.
1 stycznia 1956 roku gromadę włączono do reaktywowanego powiatu sejneńskiego.
1 stycznia 1972 do gromady Maćkowa Ruda przyłączono wsie Jeziorki, Karolin, Pogorzelec i Wysoki Most ze zniesionej gromady Pogorzelec.
Gromada przetrwała do końca 1972 roku, czyli do kolejnej reformy gminnej.